# براشن
براشن (به آلمانی: Brechen) یک شهر در آلمان است که در لیمبرگ-وایلبورگ واقع شده‌است. براشن ۶٬۶۱۱ نفر جمعیت دارد.

## نگارخانه

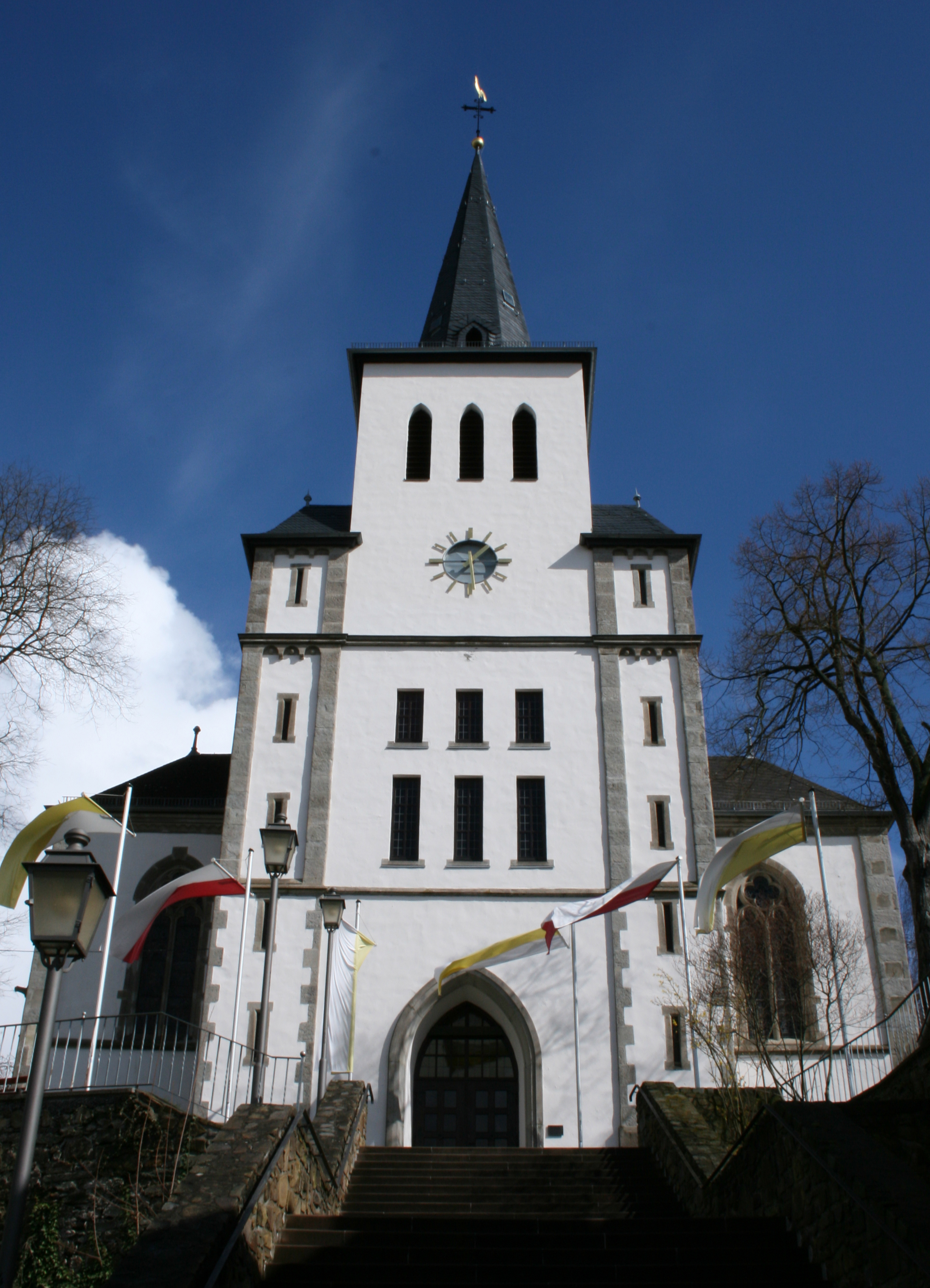
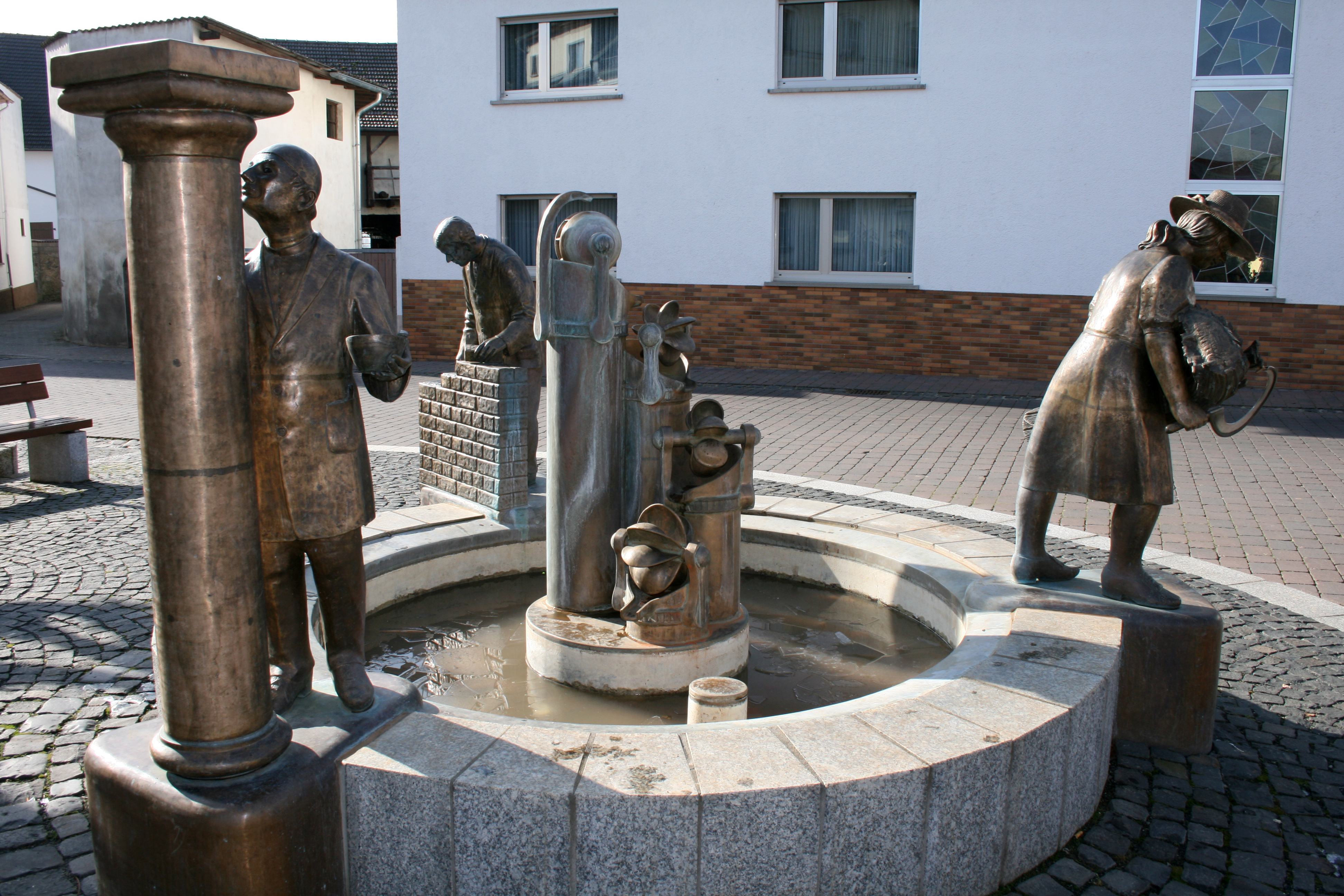
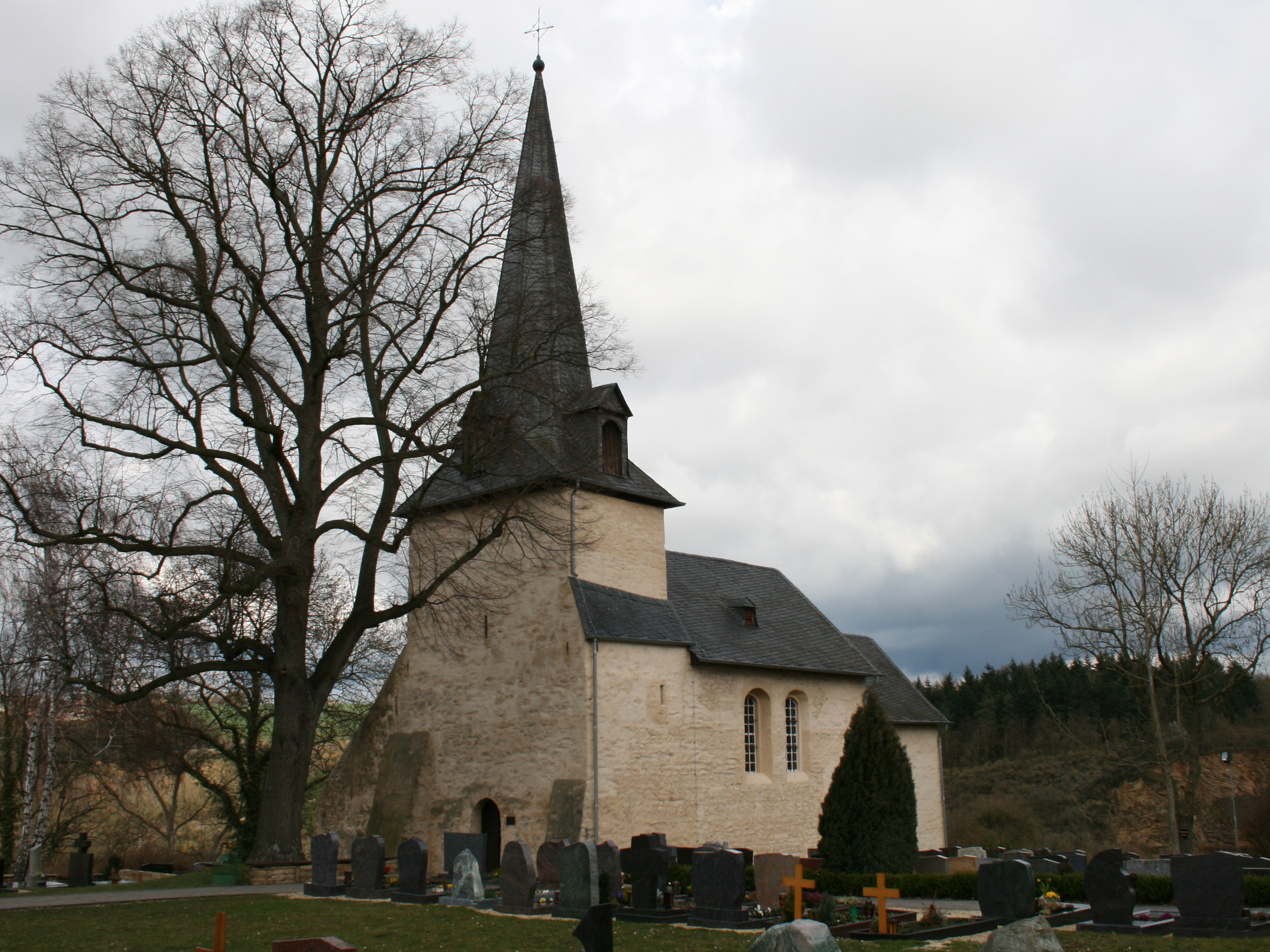